# Gonzalo de Sandoval
Gonzalo de Sandoval (Medellín 1497, - Palos de la Frontera 1528), va ser un conquistador espanyol de Nova Espanya (Mèxic). Va néixer a la localitat de Medellín (Badajoz) i era fill de Juan de Sandoval, va passar a Cuba on va romandre com a capità el 1518. A l'any següent va passar a la conquesta de Mèxic amb Hernán Cortés.
Durant algun temps va ser cogovernador de la colònia mentre Hernán Cortés va estar lluny de la capital (del 2 de març de 1527 al 22 d'agost de 1527).